# Drottning Kristinas jaktslott
Drottning Kristinas jaktslott är ett korsvirkeshus i centrala Göteborg med en dokumenterad historik från 1730-talet. Det är numera beläget i kvarteret 61, Käppslängaren, på berget Otterhällan i stadsdelen Inom Vallgraven. Gatuadressen är Otterhällegatan 16. Före flytten 1971 var det beläget i hörnan av Södra Liden 26 och Övre Kyrkogatan 1. Huset ägs och förvaltas av Kulturminnesföreningen Otterhällan.
Uppkomsten till benämningen Drottning Kristinas jaktslott är inte klarlagd, men ett antagande är, att namnet kommer från den tid i slutet av 1700-talet, då det fanns en krog i nedervåningen av huset och knektar från den närbelägna bastionen, "Christina Regina", frekventerade krogen. Det finns åtminstone ett tjugotal hus i Sverige som delar namnet "Drottning Kristinas jaktslott," utan att drottningen varken ägt eller bebott något av dem.
Först med att i tryck lansera namnet Drottning Kristinas jaktslott var troligen Göteborgs Morgonpost, som den 8 april 1931 skriver att 
"... Jaktslottet på Otterhällan snart kommer att skatta åt förgängelsen. Den lilla gula byggnaden, som av en dubiös tradition kallas Drottning Kristinas jaktslott skall i modellens form räddas åt eftervärlden".
Jaktslottet har även gått under namnet Otterhällans pärla och är kanske det hus i Göteborg, som mest fångat allmänhetens intresse, så är till exempel dess dossier i Göteborgs stadsmuseums arkiv större än Kronhusets.

## Historik

### Tomtens tidiga historia, 1600-talet
En tidig – men felaktig – version uppgav, att översten Börje Nilsson Drakenberg skulle ha byggt huset redan 1670 på en av de fyra tomter, som kronan hade överlåtit till honom. Drakenbergs far var Göteborgs förste stadspresident 1624–1636 och hade synnerligen goda relationer med Gustav II Adolf. Modern Brita Thoresdotters morfar hade varit borgmästare i Älvsborgs stad.
Senare forskning av Olga Dahl har tydligt visat, att Drakenbergs fyra tomter i 2:a roten inte låg här, utan i nordvästra hörnet av Kungsgatan-Magasinsgatan. Stadens magistrat ålade honom 1670 att bebygga dem, men istället valde han på hösten 1671, att sälja alla fyra tomterna. Han ägde redan ett stenhus, vilket han fått i arv efter sin far, presidenten Nils Börgesson. Detta hus låg på en stor tomt väster om ”Lilla Fisktorget” - nuvarande Lilla Torget - vid Södra Hamngatan (Inom Vallgraven 53:14) där numera Wijkska huset är beläget. Därför behövde Drakenberg inte några fler hus i Göteborg.

### Husets historia, 1700–1800-talet
Den ursprungliga tomten var Nr 105 i Andra roten - utanför kvartersindelningen – "på andra sidan Övre Kyrkogatan". Den låg vid Södra Liden 26 (även benämnd Åkareliden) och bebyggdes av åkaren Lars Bryngelsson, som flyttade hit 1731.
Bouppteckningen från 1754 efter Lars Bryngelssons änka Anna Dikman beskriver; ”ett litet hus med tomt på Otterhälleberget mellan båtsmännen Claes och Jacob Rams hus, bestående av en stuga, kök med ett litet avskift uti samt vind över, ett litet häststall och vedbod av bräder, allt värt 180 daler silvermynt (SM)”. Samma år i maj såldes gården på aktion för 250 daler SM till murgesällen Engelbert Assarsson.
Fram till slutet av 1700-talet bodde här artillerister, arklimästare, underminörer, timmermän, fiskare, murmästare, saltmästare, stadsbetjänter med flera, ett tvärsnitt av dåtidens samhälle. I början av 1770-talet gjordes hela nedervåningen om till krog, som först drevs av krögaren Jonas Hernlund. Under åren 1786–1787 ägdes tomten av hökaren Johannes Utberg och 1790 av hans änka. Arbetskarlen Andr. Olsson kallades krögare, då han 1795 ägde hela tomten. Han ägde 1800–1802 häften medan halva gården 1800-1801 ägdes av färgaredrängen Lars Jacobsson och 1802 av änkan Anna Isacsson. Krogrörelsen fortsatte fram till den stora branden den 1 november 1804, då flertalet av husen på Otterhällan brann ner.
I en handling, daterad den 17 januari 1805, avstod Lars Jonsson till Anders Olsson alla anspråk på del av tomt, där deras gemensamma hus hade stått emot det att han fick hälften av det utbetalade brandförsäkringsbeloppet och av det som blivit bärgat och hälften av tegelstenen. I justitieprotokollet av den 30 april 1806 omtalas det på tomten nr 105 i andra roten under fullbordan stående reveterade korsvirkeshuset.
Det nuvarande huset uppfördes år 1806 av Andr. Olsson, efter det att Bryngelssons hus förstörts i storbranden 1804 ("...Detta befans nu endast bestå af förbränd och til största delen aldeles oduglig sten af murwärket och Stenfothen som ej kan skattas till högre wärde än 15.40 Riksdaler" ur Brandstodshandlingen, 24 november 1804). Före branden var huset värderat till "1092:32 riksdaler banco". Källarmästare A. Andersson övertog fastigheten 1860, och under hela 1800-talet bytte huset ägare ett flertal gång. De flesta var hantverkare, men även källarmästare och tullmästare finns nedtecknade. En av de mer udda hyresgästerna var den blinde musikanten Peter Emanuel Fagerroth, som levde där med sin mor i största fattigdom. År 1899 står "Verkgesällen Lars Hansson" som ägare, och taxeringsvärdet är 9 700 kronor.
Huset har 210 centimeter i takhöjd på nedervåningen och 180 centimeter på övervåningen.

### 1900-talet och en ny stadsplan

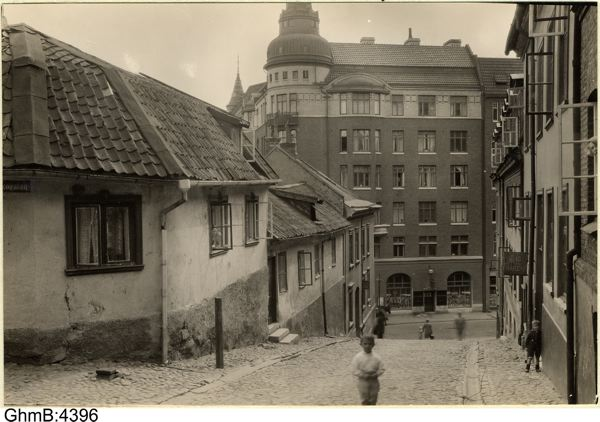
Drottning Kristinas jaktslott vid Södra Liden 28 i Göteborg. I fonden syns Kungsgatan. Foto från före 1929 av A. Lindskog, Göteborgs stadsmuseum.

"Slottet" var mycket slitet när velocipedfabrikören Alfred Hansson köpte det 11 maj 1914, och han tvingades till en genomgripande renovering. Bland annat lät han mura in små lejonhuvuden ovanför fönstren. Därigenom fick huset ett högreståndmässigt utseende, vilket kan ha givit upphov till beteckningen "jaktslottet". Lejonmaskaronerna hade han tagit vara på i samband med att artillerikasernen på Kungshöjd revs 1911. Hansson lät rensa upp den gamla brunnen på gården, där flera föremål från hundratals år tillbaka, kom fram. Även en handkvarn av sten hittades under huset.
När Hansson dog ville hans arvingar inte kosta på huset de nödvändiga reparationerna, varpå Göteborgs Morgonpost 8 april 1931 meddelade, att "Jaktslottet" skulle rivas. Beskedet skapade en stark opinion mot beslutet och medel samlades in till en lindrigare reparation och bjöds ut till salu. Sjökapten Axel Nyborg blev 1942 nästa ägare av "slottet", och bekostade en modernisering samt en ombyggnad med ambitionen, att bevara det ursprungliga huset. Den öppna gården med en fritrappa upp till vindsvåningen byggdes in till en hall med en innertrappa och balkong ovanför. Samtidigt revs det så kallade "Liljegrenska huset", som låg direkt intill och hade fungerat som "Jaktslottets" brandmur. Men Nyborg omkom tyvärr i en bilolycka i New York. Några år senare köptes "Jaktslottet" av dess siste där boende ägare, assessor Ulf Grapengiesser, och en ny renovering företogs.
En ny stadsplan presenterades där "Jaktslottet" inte passade in, utan ett större nybygge planerades i dess ställe. Grapengiesser hemställde i en skrivelse till byggnadsnämnden, att huset skulle bevaras för framtiden: "Huset torde vara ett av stadens äldsta och är välkänt för alla göteborgare som är intresserade av sin stad. Ehuru byggnaden under tidernas lopp undergått förändringar, har den behållit en ålderdomlig och egenartad prägel. Huset är utan like i Göteborg. Det är också föremål för stort intresse från allmänhetens sida." Han avslutar med: "Huset är solitt byggt och kan i nya århundraden stå som ett alltmera värdefullt minne av en gången tid och dess förhållanden, ett pittoreskt inslag i den moderna storstaden Göteborg. Husets kulturella värde kan i vår tid förbises av många men kommer sannolikt att ligga i öppen dag för kommande tiders göteborgare."
Vid en stadshistorisk utställning i Kronhuset 1959 visades en modell av Drottning Kristinas jaktslott av museichefen Stig Roth och registratorn Arvid Flygare.
Grapengiesser blev utnämnd till rådman i Jönköping, men ville behålla "Jaktslottet". Han hyrde ut huset till ett par unga chalmerister, varav en släkting, som bestämde sig för att rädda huset. Ett team bildades och en alternativ stadsplan presenterades, men avslogs i oktober 1969. År 1970 gav Grapengiesser upp och sålde huset till Byggnadsfirman Anders Diös AB i Uppsala.

### Huset flyttas till närbelägen tomt

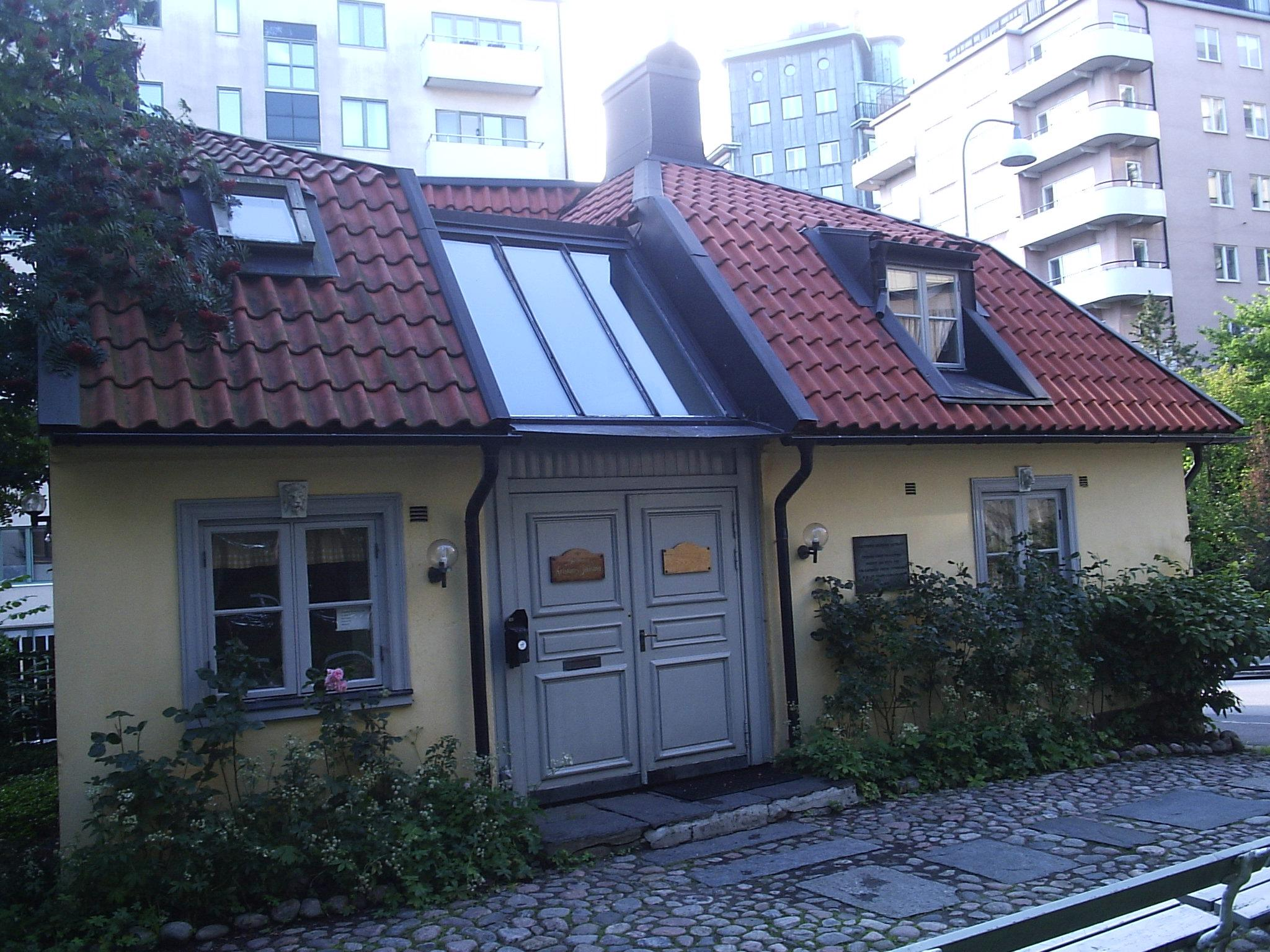
Drottning Kristinas jaktslott på Otterhällan i centrala Göteborg – sett från Otterhällegatan.
Foto av Harri Blomberg.

Det blev många turer med olika kulturinstanser, politiska läger, Göteborgs Hembygdsförbund, Göteborgs Historiska Museum, AMS, landshövdingen Erik Huss med flera, där Göteborgs museer i ett tjänsteutlåtande skrev att "jaktslottet" är; "... ett av stadens äldsta hus och torde kunna betecknas som oersättligt både som historiskt minne och som ett pittoreskt inslag i storstadens centrum. Starka skäl talar för att huset bevaras intakt". Anders Diös visade sig ha ett stort personligt intresse för gamla hus och han skänkte därför jaktslottet till Kulturminnesföreningen Otterhällan. Att låta huset vara kvar på sin gamla plats skulle kosta 1,5 miljoner kronor, bland annat genom att antalet bilplatser skulle minska avsevärt i den parkeringsanläggning som då skulle byggas på platsen.
Hans byggnadsfirma medverkade till att huset kunde flyttas cirka 75 meter till en tomt i hörnet av Otterhällegatan och Västra Liden, dess nuvarande plats. Det var Göteborgs fastighetsnämnd, som den 24 augusti 1971 beslutade om att från den 1 november samma år upplåta en ny och av staden ägd tomt mot en årlig arrendeavgift av 1 290 kronor. Den var cirka 220 kvadratmeter stor, och utgjorde delar av stadsägan nr 8540 samt tomten nr 101 I och 101 D och E i 2:a roten i stadsdelen Inom Vallgraven. Fastighetsdirektör Louis Campanello, som tillträtt sin befattning några år tidigare, var känd för okonventionella lösningar. Han tog egenmäktigt detta beslut i strid mot gällande föreskrifter i stadsplanen, vilket hälsades med glädje av alla dem som kämpat för att bevara byggnaden. Otterhällans nydaning var ett hårdhänt ingrepp i stadsbilden, som mötte stark kritik från många håll. Att jaktslottet fick vara kvar på berget mildrade den starka opinionen mot de alltför stora förändringarna.
Då möjligheten till statsbidrag genom Arbetsmarknadsstyrelsen undersöktes, visade det sig att det inte kunde lämnas om byggnaden ägdes av enskild person. Av den orsaken bildade några intresserade personer den 7 september 1971 "Kulturminnesföreningen Otterhällan" med stadgar som sade "... att utan vinstintresse förvärva och förvalta kulturhistoriskt intressanta byggnader inom centrala staden". Och enligt §11 i den 23 november 1971 antagna stadgarna skall, "... om föreningen upplöses, dess tillgångar tillfalla Göteborgs kommun..." Den 13 december 1971 blev det klart, AMS bidrog med kostnaden för flytt med mera, uppgående till cirka 375 000 kronor och Göteborgs Stad bidrog med resterande 125 000 kronor. Två järnbalkar sköts in under huset och därefter drogs det på trärullar på utlagda slipers. Själva flytten skedde i Fastighetskontorets regi och påbörjades den 11 februari 1972 genom Göteborgsföretaget Jönssons husflyttningsfirma. Den tog 12 dagar och huset förblev intakt efter en transport på cirka 75 meter. Huset fick därefter ett helt nytt tak, nya takbjälkar och golv. Furugolv i rummen, tegelgolv i kök och golv av svarta granithällar i hallen. Dörrar och fönster blev helt nya, men i gammal stil. Ett stort vindsfönster i takets lutning fick ge hallen intryck av en öppen gård.
Öppningshögtiden blev den 9 september 1972 och ett vårdträd, en ek, planterades på husets nya gräsmatta. Pådrivande i räddningsarbetet var Marie-Louise de Vylder-Lehmann. En minnesplatta av gjutjärn, bekostad av Anders Diös, avtäcktes den 18 december 1972 vid husets entré och erinrar om räddningsaktionen. På plattan står det: "Drottning Kristinas Jaktslott - Överste Börje Drakenberg byggde 1670 detta hus som räddades undan rivningshot av M-L de Vylder-Lehmann 1971 - A.D. 1972."

### En hemlig gång
Ett rykte gjorde länge gällande att det skulle funnits en hemlig gång mellan "jaktslottet" och kommendantbostaden på Otterhällan, där överste Drakenberg bodde vid sina besök i staden. Detta ansågs av senare forskare som fullt rimligt. Göteborgskännaren doktor Maja Kjellin ansåg ända fram till på 1970-talet, att Drakenberg "har väl förmodligen haft detta hus som uppehållsort vid sina besök i staden. Påståendet att det skulle ha funnits en hemlig gång mellan 'jaktslottet' och kommendantbostaden på Otterhällan har ej kunnat bekräftas, men är således ej alls otroligt". Marie-Louise de Vylder-Lehmann hade påpekat, att "den stora källaren under huset är ännu outforskad – det är mycket möjligt att det visar sig vara en veritabel skattgömma".
Då källaren frilades i samband med flyttningen, visade det sig emellertid, att det inte fanns några spår av någon hemlig gång. Det enda som fanns var resterna av den gårdsport som togs bort 1945.

### Huset idag
Byggnaden är den enda i sitt slag som är bevarad inom Vallgraven från tiden före 1800. Nuvarande utseende är resultatet av flera ombyggnader. Det brutna taket och de små fönsteröppningarna är typiska för 1700-talet. Även de frilagda takbjälkarna inomhus och väggkonstruktionen av korsvirke har 1700-talskaraktär. Fönsterglasen och sockeln av kullersten tillkom i samband med restaureringen 1972.